# Alléteatern
Alléteatern var en teater på Narvavägen i Stockholm.
I ett hus från 1891 låg 1932–1949 biografen Narva på Narvavägen 7 på Östermalm. Då biografen lades ner bytte den namn till Narvateatern och fungerade 1949–1950 som scen för tillfälliga uppsättningar av teater och revy. Sedan tog skådespelaren Sture Lagerwall tillsammans med Oscar Lindgren, affärsman och generalkonsul för Haiti, över lokalen och döpte om den till Alléteatern. De drev den som privatteater 1951–1957 med lättare komedier på repertoaren. 
På teatern verkade ett flertal framstående teaterpersonligheter, såsom regissörer Gustaf Molander, Sam Besekow, Per-Axel Branner, scenograf Yngve Gamlin, aktörer som Sven Lindberg, Yvonne Lombard, Isa Quensel, Sif Ruud, Torsten Lilliecrona, Ulla Akselson, Birgitta Andersson, Meg Westergren, Fritiof Billquist, Gunvor Pontén, Inga Landgré, Gertrud Fridh, Gunnar och Marianne Nielsen.
Från 1957 drevs teatern vidare som en sidoscen till Dramaten några år, innan den blev experimentteater under ledning av Evan Storm och Staffan Olzon, innan de flyttade vidare och startade Pistolteatern i gamla Munkbroteatern. 
1963–1966 var Elsa Prawitz chef för teatern, varefter Stockholms stadsteater hade viss verksamhet där fram till 1968, innan den togs över av Operahögskolan i Stockholm som elevscen några år. 
Därefter stod lokalen mer eller mindre utan kontinuerlig teaterverksamhet och ombyggdes senare till inspelningsstudior för dubbningsföretaget Eurotroll.

## Ur privatteaterns repertoar
| År   | Produktion | Upphovsmän                                              | Regi                                    | Noter |
| ---- | --- | ------------------------------------------------------- | --------------------------------------- | --- |
| 1952 | Patty The Moon Is Blue | F. Hugh Herbert                                         | Gustaf Molander                         | Yvonne Lombard, Sven Lindberg, Sture Lagerwall, Fritiof Billquist Dekorationer Yngve Gamlin |
| 1952 | Jag älskar dej, markatta Private Lives | Noel Coward                                             | Sture Lagerwall                         | Guje Lagerwall, Sture Lagerwall, Sonja Wigert, Lennart Lundh, Birgitta Olzon Dekorationer Yngve Gamlin |
| 1952 | Trasiga änglar La Cuisine des anges | Albert Husson                                           | Sam Besekow                             | Georg Funkquist, Isa Quensel, Inga Landgré, Gull Natorp, Fritiof Billquist, Lennart Lundh, Harry Rosander, Mangoundo, Gunnar Nielsen, Torsten Lilliecrona, Sture Lagerwall Dekor och kostymer Yngve Gamlin                          |
| 1952 | Min man och min man Home and Beauty | W. Somerset Maugham                                     | Georg Funkquist                         | Sture Lagerwall, Sven Lindberg, Birgit Kronström, Fritiof Billquist, Georg Funkquist, Sif Ruud, Stina Hedberg, Guje Lagerwall, Margareta Bergman, Ulla Akselson, Sven Sjönell                                                       |
| 1953 | Om tycke uppstår Sweet Madness | Peter Jones                                             | Helge Wahlgren                          | Torsten Lilliecrona, Sven Lindberg, Lennart Lundh, Guje Lagerwall, Yvonne Lombard, Börje Nyberg |
| 1953 | Lantlollan The country wife | William Wycherley                                       | Sam Besekow                             | Sture Lagerwall, Lennart Lundh, Gunnar Nielsen, Torsten Lilliecrona, Inga Landgré, Fritiof Billquist, Isa Quensel, Guje Lagerwall, Birgitta Andersson, Henry Lundqvist Dekor och kostymer av Yngve Gamlin                           |
| 1954 | Lille kommissarien Les compagnons de la Marjolaine | Marcel Achard                                           | Åke Falck                               | Sture Lagerwall, Isa Quensel, Torsten Lilliecrona, Guje Lagerwall, Ivar Wahlgren, Annie Jenhoff, Gunnar Nielsen, Lennart Lundh, Birgitta Andersson Dekor: Yngve Gamlin                                                              |
| 1954 | Flickan ovanpå The Seven Year Itch | George Axelrod                                          | Sam Besekow                             | Sture Lagerwall, Britta Brunius, Birgitta Andersson, Meg Westergren, Gunvor Pontén, Gertrud Fridh, Fritiof Billquist, Torsten Lilliecrona Dekor: Yngve Gamlin                                                                       |
| 1955 | I afton kl. 8 George Dandin, Jag talar till dig, Ödets man, Familjealbumet George Dandin, ou Le mari confondu, Talking to you, Man of Destiny, Family album | Molière William Saroyan George Bernard Shaw Noël Coward | Sam Besekow Isa Quensel Hans Lagerkvist | Sture Lagerwall, Gertrud Fridh, Torsten Lilliecrona, Isa Quensel, Willy Peters, Gunvor Pontén, Meg Westergren, Carl-Olof Alm, Birgitta Andersson och William Linné Kostym och dekor: Yngve Gamlin                                   |
| 1955 | Bamsingen All for Mary | Harold Brooke och Kay Bannerman                         | Sven Lindberg                           | Sture Lagerwall, Agneta Lagerfeldt, Ragnar Arvedson, Torsten Lilliecrona, Rut Holm, Gunnar Nielsen Dekor Yngve Gamlin |
| 1955 | Älska mig, flicka Bus Stop | William Inge                                            | Per-Axel Branner                        | Gertrud Fridh, Marianne Löfgren, Torsten Lilliecrona, Bengt Eklund, Hariette Garellick, Gösta Prüzelius, Åke Lindström och Gerard Lindqvist Dekor: Yngve Gamlin                                                                     |
| 1955 | Damen i vitt La femme en blanc | Marcel Achard                                           | Sven Lindberg                           | Gertrud Fridh, Torsten Lilliecrona, Gunnar Sjöberg, Berndt Westerberg, Gunnar Nielsen Dekor och kostymer av Yngve Gamlin |
| 1956 | Den tappre soldaten Svejk | Bengt Anderberg                                         | Sam Besekow                             | Gunnar Nielsen, Åke Lindström, Folke Udenius, Sture Lagerwall, William Linné, Torsten Lilliecrona, Bengt Lindström, Mac Hertzman-Ericson, Carl-Hugo Calander, Hariette Garellick                                                    |
| 1956 | Monsieur Topaze Topaze | Marcel Pagnol                                           | Sam Besekow                             | Sture Lagerwall, Hariette Garellick, Sven Bergvall, Olle Ek, Sonja Wigert, Marianne Nielsen, Gunnar Sjöberg, William Linné, Gunnar Nielsen, Folke Udenius, Gösta Ekman Dekor och kostymer Yngve Gamlin                              |
| 1956 | Den skandalösa historien om Mr Kettle och Mrs Moon The Scandalous Affair of Mr Kettle and Mrs Moon                                                          | J. B. Priestley                                         | Per-Axel Branner                        | Sture Lagerwall, Eva Henning, Gunnar Sjöberg, Gunnar Nielsen, Marianne Nielsen, Olle Ek, Folke Udenius, Berndt Westerberg, Birgitta Andersson Dekor: Yngve Gamlin                                                                   |
| 1957 | Ont blod The bad seed | Maxwell Anderson                                        | Per-Axel Branner                        | Nadja Witzansky, Gunnar Nielsen, Gertrud Fridh, Birgit Rosengren, Carl-Olof Alm, Birgitta André, Bengt Blomgren, Fylgia Zadig, Tage Berg, Olle Ek Dekor Yngve Gamlin                                                                |
| 1961 | Vänta så vackert | Axel Strindberg                                         | Anders Ångström                         | Premiär 6 september 1961 Nils Asther, Per Oscarsson, Adolf Jahr, Ilse-Nore Tromm, Margit Jonje, Willie Sjöberg, Tore Bengtsson, Thore Segelström, Per-Åke Sahlberg, Ulla Edin, Arne Björkman, Stig Wikström Scenografi Erik Ullrich |
| 1963 | Strange opportunity Ett experiment | Hjalmar Bergman                                         | Donald H. Molin                         | Doreen Denning, Jan Blomberg, Louis Mc.Kenzie, Adèle Bellroth, Per Elam, Marianne Nielsen, Roland Sandström, Jossie Pollard, Lena Madsén, Cécile Ossbahr, Ittla Frodi                                                               |
| 1966 | Tvångseld | Willey Östlund                                          | Harald Westman                          | Premiär 30 mars 1966 Folke Udenius, Hildur Lindberg, Karl-Erik Lindgren, Christer Holmgren, Ulla Lyttkens, Åke Hammarström Scenografi Håkan Nylén                                                                                   |